# Fredrik Larsson (Handballspieler)
Fredrik Claes Larsson (* 14. April 1984 in Skövde; † 28. April 2020 in Lerum) war ein schwedischer Handballspieler. Er war 1,93 m groß.
Larsson, der für die schwedische Nationalmannschaft auflief, wurde auf der Rückraummitte eingesetzt.
Larsson begann beim HK Country IF in seiner Heimatstadt mit dem Handballspiel. Später kam er zum größeren Verein IFK Skövde HK, wo er 2002 in der ersten schwedischen Liga debütierte und 2004 den EHF Challenge Cup gewann. 2004 wechselte er zur Ystads IF HF, bevor er 2005 zur Hammarby IF weiterzog. Mit dem Stockholmer Vorstadtclub gewann er 2006 und 2007 die schwedische Meisterschaft. Anfang 2008 unterzeichnete Larsson einen ab der Saison 2009/10 gültigen Dreijahresvertrag beim deutschen Meister THW Kiel, der jedoch im Mai 2009 aufgelöst wurde. Stattdessen wechselte er im Sommer 2009 zum spanischen Erstligisten BM Aragón. Als nach zwei Jahren sein Vertrag bei Aragón auslief, unterschrieb er einen Vertrag bei IK Sävehof. Mit Sävehof gewann er 2012 die schwedische Meisterschaft. Am 11. Dezember 2012 wurde er vom deutschen Traditionsverein VfL Gummersbach verpflichtet, den er nach der Saison 2013/14 wieder verließ. Daraufhin unterschrieb er einen Vertrag beim schwedischen Erstligisten Alingsås HK. 2016 beendete er seine Karriere.
Fredrik Larsson bestritt 36 Länderspiele für die schwedische Nationalmannschaft. Bei der Europameisterschaft 2008 in Norwegen gehörte er nur zum erweiterten Kader seines Landes.
Larsson verstarb am 28. April 2020, als er beim Radfahren in Lerum von einem LKW angefahren wurde.